# جينا كارول
جينا كارول (بالإنجليزية: Jenna Carroll)‏ (8 مايو 1990 ببرستون في المملكة المتحدة - ) هي لاعبة كرة قدم بريطانية في مركز الدفاع. لعبت مع Blackburn Rovers W.F.C. ‏ وAFC Fylde Women ‏.